# Hadžem Hajdarević
Hadžem Hajdarević (ur. 18 lipca 1956 w Kruševie koło Fočy, zm. 4 grudnia 2023 w Sarajewie) – poeta i prozaik bośniacki.

## Życiorys
Uczył się w Medresie Gazi Hursev-bega. Ukończył studia w zakresie literatury i języka serbsko-chorwackiego i bośniackiego na Wydziale Filozoficznym uniwersytetu w Sarajewie. Jest pracownikiem naukowym tamtejszego Instytutu Języka.
Wiersze Hajdarevicia były tłumaczone na język angielski, niemiecki, słoweński i turecki.

## Nagrody i wyróżnienia
- Nagroda Trebińskich Wieczorów Poezji 1982
- Nagroda wydawnictwa Svjetlost 1982
- Nagroda Skendera Kulenovicia 1996
- Tom Na sonetnim otocima (Na wyspach sonetów) uznano za najlepszą książkę poetycką w Bośni w 2004

## Recepcja polska
Wiersze Hajdarevicia ukazały się w „Literaturze na Świecie” (nr 5-6/2003) i w niewielkiej antologii współczesnej literatury bośniackiej Kraj kilimem przykryty (wyd. Adam Marszałek, 2004).
W 2012 w warszawskiej oficynie wydawniczej „Agawa” ukazał się tom poetycki Selma, będący wyborem wierszy Hajdarevicia dokonanym przez Danutę Cirlić-Straszyńską i uzgodnionym z autorem. Tłumaczenia są dziełem autorki wyboru i Leszka Engelkinga.